# Boophis lilianae
Espèce
Statut de conservation UICN

 DD  : Données insuffisantes
Boophis lilianae est une espèce d'amphibiens de la famille des Mantellidae.

## Répartition
Cette espèce est endémique de Madagascar. Elle se rencontre entre 900 et 1 000 m d'altitude dans les environs de Tolongoina dans la province de Fianarantsoa,e.

## Description
Boophis lilianae mesure environ 20 mm. Son dos est vert jaune translucide, légèrement transparent au niveau du museau. Une fine ligne longitudinale de couleur rouge est présente. Son ventre est blanc avec des reflets turquoise.

## Étymologie
Son nom d'espèce, lilianae, lui a été donné en référence à Liliane Raharivololoniaina qui a capturé les deux spécimens types. Le e de Liliane a été omis pour une meilleure prononciation.

## Publication originale
- Köhler, Glaw & Vences, 2008 : Two additional treefrogs of the Boophis ulftunni species group (Anura: Mantellidae) discovered in rainforests of northern and south-eastern Madagascar. Zootaxa, no 1814, p. 37-48 (texte intégral).